# Hadjina cupreipennis
Hadjina cupreipennis är en fjärilsart som beskrevs av Moore 1882. Hadjina cupreipennis ingår i släktet Hadjina och familjen nattflyn. Inga underarter finns listade i Catalogue of Life.